# باول والاس
باول والاس (بالإنجليزية: Paul Wallace)‏ هو لاعب اتحاد الرغبي وصحفي أيرلندي، ولد في 30 ديسمبر 1971 في كورك في جمهورية أيرلندا.

## وصلات خارجية
- باول والاس على موقع دوري الرغبي الممتاز (الإنجليزية)
- باول والاس عل موقع إسبنسكروم (الإنجليزية)
- باول والاس على موقع ItsRugby.co.uk (الإنجليزية)